# Alissonotum elongatum
Alissonotum elongatum är en skalbaggsart som beskrevs av Gilbert John Arrow 1910. Alissonotum elongatum ingår i släktet Alissonotum och familjen Dynastidae. Inga underarter finns listade i Catalogue of Life.